# Jefferson County (Illinois)
Das Jefferson County ist ein County im US-amerikanischen Bundesstaat Illinois. Im Jahr 2010 hatte das County 38.827 Einwohner und eine Bevölkerungsdichte von 26,3 Einwohnern pro Quadratkilometer. Der Verwaltungssitz (County Seat) ist Mount Vernon.

## Geographie
Das County liegt im Süden von Illinois. Es hat eine Fläche von 1512 km², wovon 33 km² Wasserfläche sind. Im Süden hat das County Anteil am Rand Lake, einem Stausee des Big Muddy River.
An das Jefferson County grenzen folgende Nachbarcountys:
|                   | Marion County   | Wayne County    |
| Washington County |                 |                 |
| Perry County      | Franklin County | Hamilton County |

### Flüsse im County
| - Back Branch - Bald Hill Creek - Bear Creek | - Big Muddy River - Buck Creek - East Creek | - Hurricane Creek - Poplar Branch - Ward Branch |

## Geschichte

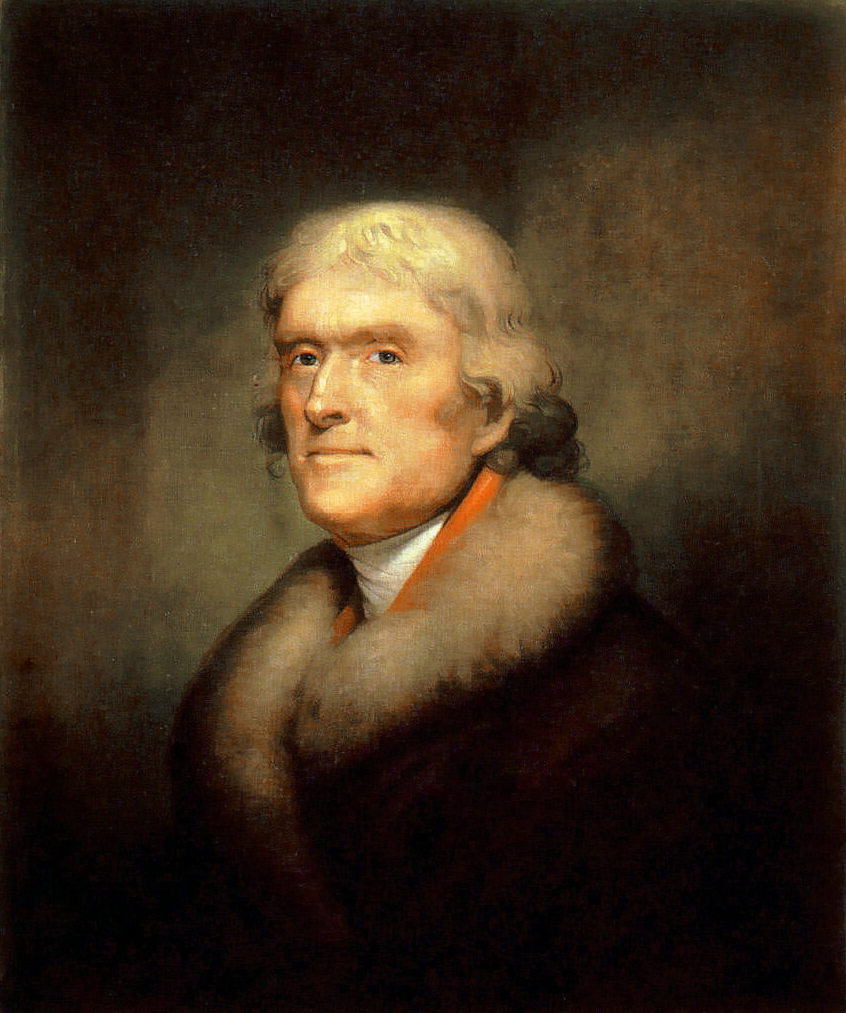
Jefferson

Das Jefferson County wurde am 26. März 1819 aus den westlichen Teilen des Edwars- und des White County gebildet, wenige Monate nachdem Illinois zum Bundesstaat wurde und beinhaltete 16 verschiedene Ansiedlungen. Benannt wurde es nach Thomas Jefferson, dem dritten Präsidenten der Vereinigten Staaten.
Der erste Sitz der Countyverwaltung war Mount Pleasant, was später in Mount Vernon umbenannt wurde. Die erste dokumentierte permanente Besiedlung fand 1816 durch Carter Wilkey, Daniel Crenshaw und Robert Cook statt.

Am 19. Februar 1888 wurde Mt. Vernon durch einen Tornado fast völlig zerstört und kostete 37 Personen das Leben. 450 Gebäude wurden total zerstört.

### Territoriale Entwicklung

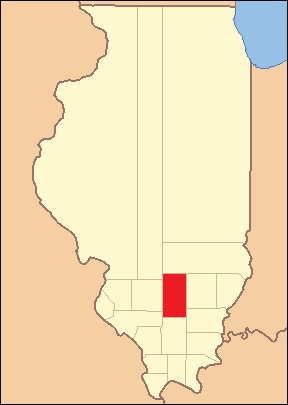
Das Jefferson County von seiner Gründung im Jahr 1919 bis 1821
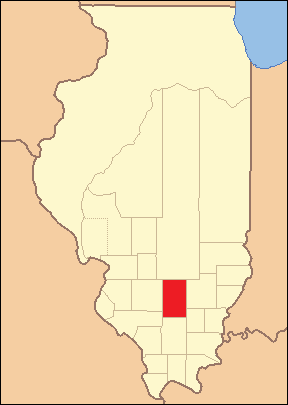
1821 bis 1823
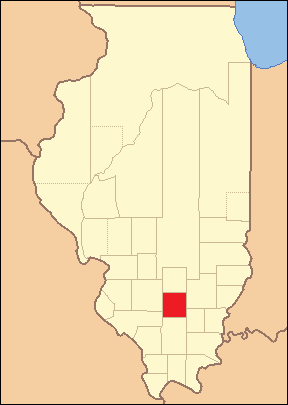
1823 bis heute

## Demografische Daten
Nach der Volkszählung im Jahr 2010 lebten im Jefferson County 38.827 Menschen in 15.314 Haushalten. Die Bevölkerungsdichte betrug 26,3 Einwohner pro Quadratkilometer. In den 15.314 Haushalten lebten statistisch je 2,41 Personen.
Ethnisch betrachtet setzte sich die Bevölkerung zusammen aus 88,7 Prozent Weißen, 8,7 Prozent Afroamerikanern, 0,3 Prozent amerikanischen Ureinwohnern, 0,7 Prozent Asiaten sowie aus anderen ethnischen Gruppen; 1,6 Prozent stammten von zwei oder mehr Ethnien ab. Unabhängig von der ethnischen Zugehörigkeit waren 2,2 Prozent der Bevölkerung spanischer oder lateinamerikanischer Abstammung.
22,1 Prozent der Bevölkerung waren unter 18 Jahre alt, 61,7 Prozent waren zwischen 18 und 64 und 16,2 Prozent waren 65 Jahre oder älter. 48,5 Prozent der Bevölkerung war weiblich.

Das jährliche Durchschnittseinkommen eines Haushalts lag bei 42.679 USD. Das Pro-Kopf-Einkommen betrug 22.032 USD. 17,2 Prozent der Einwohner lebten unterhalb der Armutsgrenze.

## Ortschaften im Jefferson County
Citys
- Centralia1
- Mount Vernon
- Nason

Villages
| - Belle Rive - Bluford - Bonnie - Dix | - Ina - Waltonville - Woodlawn |

Census-designated place (CDP)
- Opdyke

 Andere Unincorporated Communitys
| - Bakerville - Boyd - Camp Ground - Cravat - Dareville - Divide | - Drivers - Emerson City - Harmony - Idlewood - Marcoe - Marlow | - Miller Lake - Roaches - Scheller - Shields - Shirley - Spring Garden | - Stratton - Summersville - Texico - Williamsburg |

1 – teilweise im Washington, Clinton und im Marion County

## Gliederung
Das Jefferson County ist in 16 Townships eingeteilt:
| Township               | Einwohner (2010) | FIPS     |
| ---------------------- | ---------------- | -------- |
| Bald Hill Township     | 767              | 17-03428 |
| Blissville Township    | 404              | 17-06496 |
| Casner Township        | 1.239            | 17-11670 |
| Dodds Township         | 2.647            | 17-20227 |
| Elk Prairie Township   | 725              | 17-23334 |
| Farrington Township    | 567              | 17-25648 |
| Field Township         | 1.468            | 17-25986 |
| Grand Prairie Township | 909              | 17-30731 |

| Township                | Einwohner (2010) | FIPS     |
| ----------------------- | ---------------- | -------- |
| McClellan Township      | 1.255            | 17-45512 |
| Moores Prairie Township | 347              | 17-50348 |
| Mount Vernon Township   | 13.374           | 17-51193 |
| Pendleton Township      | 1.206            | 17-58564 |
| Rome Township           | 1.669            | 17-65377 |
| Shiloh Township         | 6.620            | 17-69511 |
| Spring Garden Township  | 3.307            | 17-72039 |
| Webber Township         | 2.323            | 17-79514 |